# Kanton Dijon-3
Dijon-3 is een kanton van het Franse departement Côte-d'Or. Het kanton maakt deel uit van het arrondissement Dijon.
Het kanton omvat uitsluitend een deel van de gemeente Dijon. 
Door de herindeling van de kantons bij decreet van 18 februari 2014, met uitwerking op 22 maart 2015, gaat het sindsdien wel om een ander ( noordelijk ) deel van de gemeente.